# De Hoelm
De Hoelm is een buurtschap in de gemeente Hollands Kroon in de provincie Noord-Holland. De Hoelm wordt ook als Den Hoelm geschreven.
De Hoelm ligt net ten zuiden van Westerklief, op de rand van Wieringen. De Hoelm is het start- of eindpunt van de Oude Zeedijk, gebouwd rond 1600. De dijk is 8 kilometer lang en loopt naar de buurtschap De Elft. De Oude Zeedijk wordt ook wel de Wierdijk genoemd. Deze dijk is namelijk versterkt met een wierriem, zeegras. De dijk is een cultuurhistorisch monument, ook vanwege de plantensoorten die er leven op en langs de dijk. De dijk is alleen bij De Hoelm te bezichtigen, bij De Elft staat alleen op het begin/eindpunt een informatiebord.
Net ten noorden van De Hoelm ligt een kleine polder, de Hoelmerkoog. In deze polder staat nog een oude 17e-eeuwse eendenkooi. De Hoelm is altijd een kleine buurtschap geweest, het aantal huizen schommelt altijd zo tussen de 3 en 8.
Tot 31 december 2011 behoorde De Hoelm tot de gemeente Wieringen die per 1 januari 2012 in een gemeentelijke herindeling is samengegaan tot de gemeente Hollands Kroon.
Dorpen en gehuchten: Anna Paulowna · Barsingerhorn · Breezand · Den Oever · Haringhuizen · Hippolytushoef · De Haukes · Kleine Sluis · Kolhorn · Kreil · Kreileroord · Lutjewinkel · Middenmeer · Moerbeek · Nieuwe Niedorp · Nieuwesluis · Oosterklief · Oosterland · Oude Niedorp · Slootdorp · Smerp · Stroe · De Strook · Terdiek · Tolke (deels) · Van Ewijcksluis · Vatrop · 't Veld · Verlaat (deels) · Westerklief · Westerland · Wieringerwaard · Wieringerwerf · Winkel · Zijdewind

Buurtschappen: Blokhuizen · Dam · De Belt · De Bomen · De Elft · Emaus · Gelderse Buurt · De Gest · Groetpolder · Hanedoes · De Heid · De Hoelm · Hogebieren · Hollebalg · De Kampen · Langereis (deels) · De Leijen · Lutjekolhorn · Mientbrug · Noord-Stroe · Noordburen · Noorderbuurt · De Normer · Poolland · Spoorbuurt · Tin · Vennik (deels) · Wateringskant · De Weel (deels) · De Weere · Westeinde  · Zandburen

Noord-Holland: Steden en dorpen    Nederland: Provincies · Gemeenten